# Максимов, Алексей Кузьмич
Алексей Кузьмич Максимов (7 [20] апреля 1913, Царицын, Саратовская губерния — 1984) — советский легкоатлет (бег на средние дистанции, эстафетный бег), чемпион и призёр чемпионатов СССР, рекордсмен СССР. Заслуженный мастер спорта СССР (1947). Заслуженный тренер РСФСР.

## Биография
Работал токарем на Сталинградском тракторном заводе.
В 1934 году начал заниматься лёгкой атлетикой. Выступал за клубы «Трактор» (Сталинград), «Пищевик» (Москва), «Крылья Советов» (Москва).
После ухода из большого спорта работал тренером.

Могила супругов Максимовых

Похоронен на Кунцевском кладбище в Москве.

## Спортивные результаты
- Чемпионат СССР по лёгкой атлетике 1938 года:
  - Бег на 400 метров —  (49,9);
  - Бег на 800 метров —  (1.54,9);
  - Эстафета 4×400 метров —  (3.30,5);
- Чемпионат СССР по лёгкой атлетике 1939 года:
  - Бег на 800 метров —  (1.56,9);
- Чемпионат СССР по лёгкой атлетике 1943 года:
  - Бег на 400 метров —  (52,6);
  - Бег на 800 метров —  (1.58,1);
  - Бег на 1500 метров —  (4.00,4);
- Чемпионат СССР по лёгкой атлетике 1944 года:
  - Бег на 800 метров —  (1.56,0);

## Рекорды СССР
- Бег на 800 метров — 1.55,2 (1937);
- Бег на 1000 метров — 2.31,1 (1939);
- Эстафета 4×400 метров — 3.22,2 (1940);
- Эстафета 4×800 метров — 7.46,8 (1945);
- Шведская эстафета (800+400+200+100 м) — 3.18,4 (1944).